# Ray Mercer
Raymond A. Mercer, detto Ray (Jacksonville, 4 aprile 1961), è un ex pugile, kickboxer e artista marziale misto statunitense.
Soprannominato "Merciless" ("Senza pietà"), ha un record di 36-7-1 (con 26 successi prima del limite). Nel corso della sua carriera ha affrontato atleti prestigiosi come Lennox Lewis, Evander Holyfield, Tommy Morrison, Wladimir Klitschko e Larry Holmes, ed è stato campione del mondo WBO.
Ha vinto la medaglia d'oro alle Olimpiadi di Seoul nel 1988. Dal 2004 ha anche intrapreso la carriera da kickboxer. Nel suo primo match è stato sconfitto da Musashi.

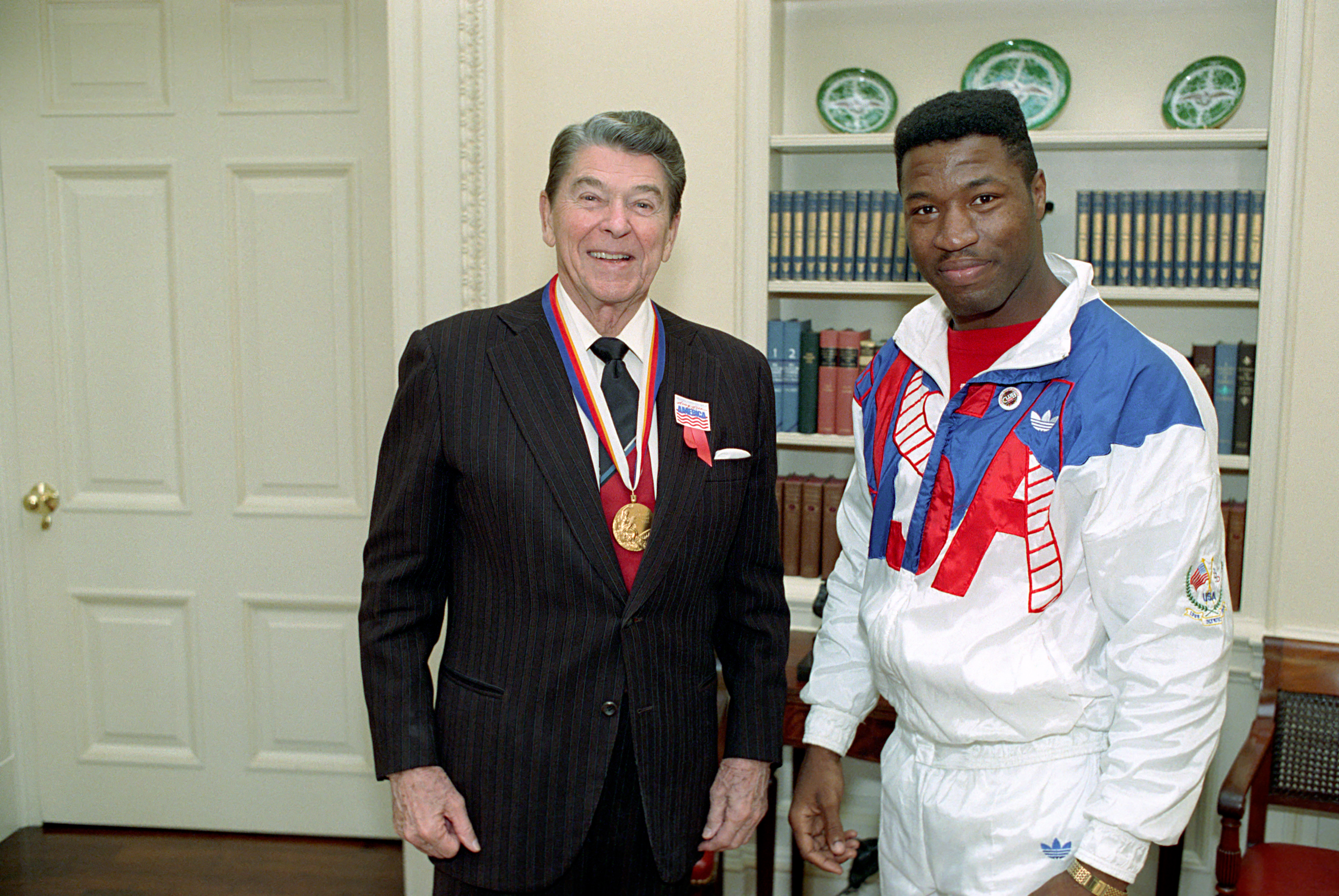
Ray Mercer con Ronald Reagan (1988)